# Nombre de Blake
Le nombre de Blake {\displaystyle (Bl)} est un nombre sans dimension utilisé en mécanique des fluides. Il est utilisé pour caractériser le rapport entre les forces d'inertie et les forces visqueuses d'un fluide dans un lit de particules. Il correspond au nombre de Reynolds modifié pour intégrer une caractéristique des lits de particules.
Ce nombre porte le nom de Frank C. Blake, chimiste américain. Une autre source indique toutefois que ce nombre aurait été nommé en l'honneur de Henry William Blake, ingénieur-chimiste américain.
On le définit de la manière suivante :
{\displaystyle Bl={\frac {v\;L_{c}\;\rho }{\mu \;(1-\epsilon )}}}
avec :
- v - vitesse
- Lc - longueur caractéristique
- ρ - masse volumique du fluide
- μ - viscosité dynamique
- ε - porosité du lit

La longueur caractéristique est normalement défini par le rapport volume-surface des particules. 
 
Ce nombre est utilisé principalement pour la caractérisation des filtrations et un nombre de Blake d'environ 0,2 indique une filtration rapide.